# Kerplunk
| Recensione | Giudizio |
| ---------- | -------- |
| AllMusic   |          |

Kerplunk  (conosciuto anche come Kerplunk!) è il secondo album dei Green Day, pubblicato il 17 dicembre 1991 dalla Lookout!.
L'album vendette 10000 copie durante il primo giorno nei negozi e divenne il maggior successo commerciale della Lookout!. Le vendite sono aumentate negli anni di pari passo con la crescita di popolarità della band, fino a raggiungere il disco di platino per il milione di copie vendute nel 2003.

## Descrizione
È il primo album dei Green Day con alla batteria Tré Cool, subentrato ad Al Sobrante, ostacolato a proseguire i suoi studi universitari dai tour del gruppo. Dominated Love Slave è cantata e scritta dal batterista, Tré Cool, My Generation è invece una cover della canzone dei The Who.
Le bonus track dell'album sono tratte dall'EP Sweet Children, originariamente pubblicato nel 1990. Nell'agosto 2005, i Green Day hanno ritirato dal commercio statunitense l'album assieme alla produzione precedente al 1994 a causa di diatribe legali tra la Lookout! Records e il gruppo riguardanti royalties non corrisposte dall'etichetta, mentre in Europa il problema non c'è mai stato poiché i dischi erano distribuiti dalla Epitaph Records. Il 7 gennaio 2007 viene rimesso in commercio tramite la Reprise Records e il 24 marzo 2009 la stessa etichetta discografica mette in commercio la ristampa del vinile con l'aggiunta dell'EP Sweet Children.

## Tracce
Testi di Billie Joe Armstrong (eccetto dove indicato), musiche dei Green Day (eccetto dove indicato).
1. 2000 Light Years Away – 2:25 (musica: Green Day, Jesse Michaels, Pete Rypins, Dave "E.C." Henwood)
2. One for the Razorbacks – 2:30
3. Welcome to Paradise – 3:31
4. Christie Road – 3:31
5. Private Ale – 2:26
6. Dominated Love Slave – 1:42 (testo: Tré Cool)
7. One of My Lies – 2:18
8. 80 – 3:40
9. Android – 3:01
10. No One Knows – 3:40
11. Who Wrote Holden Caulfield? – 2:43
12. Words I Might Have Ate – 2:31

Tracce bonus (solo versione CD e MC)
1. Sweet Children – 1:40
2. Best Thing in Town – 2:02 (testo: Mike Dirnt, Billie Joe Armstrong)
3. Strangeland – 2:08
4. My Generation – 2:20 (Pete Townshend) – originariamente interpretata dai The Who

## Formazione
Gruppo
- Billie Joe Armstrong – voce, chitarra; batteria (traccia 6)
- Mike Dirnt – basso, cori
- Tré Cool – batteria; voce e chitarra (traccia 6)

Altri musicisti
- John Kiffmeyer – batteria e cori (tracce 13-16)